# Пудовське сільське поселення
Пудо́вське сільське поселення (рос. Пудовское сельское поселение) — сільське поселення у складі Кривошиїнського району Томської області Росії.
Адміністративний центр — село Пудовка.
Населення сільського поселення становить 845 осіб (2019; 947 у 2010, 1084 у 2002).

## Склад
До складу сільського поселення входять:
| Населений пункт      | Населення, осіб (2002) | Населення, осіб (2010) |
| -------------------- | ---------------------- | ---------------------- |
| Білосток, село       | 282                    | 267                    |
| Вознесенка, присілок | 195                    | 163                    |
| Криловка, присілок   | 79                     | 72                     |
| Пудовка, село        | 528                    | 445                    |